# С (кириллица)
С, с (название: эс, в аббревиатурах в исключительных случаях — сэ) — буква всех славянских кириллических алфавитов (18-я в болгарском, 19-я в русском и белорусском, 21-я в сербском, 22-я в македонском и украинском); используется также в алфавитах некоторых неславянских языков. В старо- и церковнославянской азбуках носит название «сло́во», что могло означать разное: «слово, речь, дар речи, молва, весть, известие, проповедь, изречение, Писание, заповедь». В кириллице обычно считается 19-й по порядку и выглядит как ; в глаголице по счёту 20-я, имеет вид . В обеих азбуках числовое значение — 200. Происхождение кириллической буквы — греческая сигма в с-образном византийском варианте «sigma lunata» (Ϲ, ϲ). Глаголическую часто объясняют как искусственное образование, сочетание христианских символов треугольника и круга — как и перевёрнутый знак  для И. Хотя обе эти глаголические буквы единообразно получаются из греческих строчных ς и η, также в некоторых почерках похожих на перевёрнутые варианты друг друга (а если в ς и η большой полукруг замкнуть, а оставшийся хвостик дорисовать до треугольника, то собственно глаголические начертания и получатся).
В церковнославянских шрифтах строчная буква с обычно делается очень узкой. В украинской традиции полууставного кирилловского книгопечатания известно и широкое начертание, применявшееся более или менее регулярно в начале слов вплоть до начала XX века (особенно в униатских изданиях), хотя разница между двумя С до системы строгого разграничения их функций не доходила (в отличие от ситуации с двумя начертаниями букв Д или З)[прояснить].
В гражданском шрифте буква С с самого начала была графически оформлена идентично латинской C — хотя исторически эти два знака ничего общего не имеют.
В произношении кириллическая буква С соответствует глухим свистящим согласным звукам: твёрдому [с] и мягкому [с'] (в русском языке — перед е, ё, и, ю, я и ь, иногда также и перед мягкими согласными; впрочем, в заимствованных словах сочетание се часто произносится без смягчения: сессия, сеттер). Перед некоторыми звонкими согласными С может озвончаться в [з] (сбор — [зб]ор, сгнить — [зг]нить и т. п.), перед шипящими уподобляется им (с женой — [ж ж]еной, сшить — [шш]ить); сочетания сч и стч обычно произносятся идентично щ (исчезнуть, счастье, брусчатка, жёстче, известчатый, оснастчик), что в своё время дало повод Тредиаковскому предложить убрать букву Щ из русского алфавита с заменой на сч.

## Употребление
- Предлог c состоит из единственной этой буквы.
- Частица с также (так называемый словоерс: да-с, нет-с).
- Строчная с — условное обозначение секунды (единицы времени в системе СИ).

## Таблица кодов
| Кодировка    | Регистр   | Десятич- ный код | 16-рич- ный код | Восьмерич- ный код | Двоичный код      |
| ------------ | --------- | ---------------- | --------------- | ------------------ | ----------------- |
| Юникод       | Прописная | 1057             | 0421            | 002041             | 00000100 00100001 |
| Юникод       | Строчная  | 1089             | 0441            | 002101             | 00000100 01000001 |
| ISO 8859-5   | Прописная | 193              | C1              | 301                | 11000001          |
| ISO 8859-5   | Строчная  | 225              | E1              | 341                | 11100001          |
| КОИ-8        | Прописная | 243              | F3              | 363                | 11110011          |
| КОИ-8        | Строчная  | 211              | D3              | 323                | 11010011          |
| Windows-1251 | Прописная | 209              | D1              | 321                | 11010001          |
| Windows-1251 | Строчная  | 241              | F1              | 361                | 11110001          |

В стандарте Юникод символ присутствует с самой первой версии в блоке Кириллица (англ. Cyrillic).
В HTML прописную букву С можно записать как &#1057; или &#x421;, а строчную с — как &#1089; или &#x441;.